# Балластный Карьер (Кемеровская область)
Балластный Карьер — посёлок в Новокузнецком районе Кемеровской области. Входит в состав Кузедеевского сельского поселения.

## География
Центральная часть населённого пункта расположена на высоте 231 метров над уровнем моря.

## Население
По данным Всероссийской переписи населения 2010 года, в посёлке Балластный Карьер не проживает постоянного населения.

## Транспорт
о.п. ЗСЖД "449 км" (Балластный карьер)